# Schiemond (wijk)
Schiemond is een wijk in Rotterdam, in de bestuurlijke entiteit Delfshaven-Schiemond van het stadsdeel Delfshaven.

## Beschrijving
Schiemond is een naoorlogse stadswijk in het westen van de stad met ongeveer 3.500 inwoners. De wijk wordt in het oosten begrensd door de haven Schiemond, in het zuiden door de Nieuwe Maas, in het westen door de haventerreinen van de IJselhaven en de Pelgrimsstraat en de Westzeedijk in het noorden.
Schiemond bestaat uit sociale woningbouw en stond in 2001 bekend als probleemwijk. Sindsdien is dat verbeterd.

## Geschiedenis
Schiemond is gebouwd in de jaren tachtig van de twintigste eeuw op vrijgekomen haventerreinen, waar de werf van Wilton-Fijenoord en de firma R.S. Stokvis en Zonen gevestigd waren.
In 2008 werd Schiemond uitgeroepen tot meest kindonvriendelijke wijk van Nederland. Als oorzaken werden onder andere jeugdcriminaliteit, jeugdwerkloosheid, tienermoeders en armoede onder kinderen gegeven.
Op 5 mei 2012 werd Anthony Fernandes wegens een drugsruzie doodgeschoten om de hoek van zijn ouderlijk huis in Rotterdam-Schiemond. Hij werd hierbij geraakt door zeker 13 kogels. Ter nagedachtenis werden een stille tocht en een voetbaltoernooi georganiseerd.
Rotterdam Centrum ·
Rotterdam-Noord ·
Rotterdam-Oost ·
Rotterdam-West ·
Rotterdam-Zuid ·
110-Morgen ·
Afrikaanderwijk ·
Agniesebuurt ·
Bergpolder ·
Beverwaard ·
Blijdorp ·
Blijdorpse polder ·
Bloemhof ·
Boomgaardshoek ·
Bospolder-Tussendijken ·
CS-kwartier ·
Carnisserbuurt ·
Cool ·
Crooswijk ·
De Esch ·
De Veranda ·
Delfshaven ·
Delfshaven-Schiemond ·
Dijkzigt ·
Feijenoord ·
Gadering ·
Groenenhagen-Tuinenhoven ·
Groot-IJsselmonde ·
Heijplaat ·
Het Lage Land ·
Hillegersberg ·
Hillesluis ·
Homerusbuurt ·
Hordijkerveld ·
Kandelaar ·
Karl Marxbuurt ·
Katendrecht ·
Kiefhoek ·
Kleinpolder ·
Kleiwegkwartier ·
Kop van Zuid ·
Kralingen ·
Kralingse Veer ·
Kreekhuizen ·
Landzicht ·
Liskwartier ·
Lloydkwartier ·
Lombardijen ·
Meeuwenplaat ·
Middelland ·
Middengebied ·
Millinxbuurt ·
Molenlaankwartier ·
Molièrebuurt ·
Nesselande ·
Nieuw Engeland ·
Nieuw-Mathenesse ·
Nieuwe Westen ·
Nooddorp ·
Noordereiland ·
Ommoord ·
Oosterflank ·
Oud-Charlois ·
Oud-IJsselmonde ·
Oud-Mathenesse ·
Oude Noorden ·
Oude Westen ·
Oudeland ·
Overschie ·
Pendrecht ·
Prinsenland ·
Provenierswijk ·
Reyeroord ·
Rubroek ·
Sagenbuurt ·
Scheepvaartkwartier ·
Schiebroek ·
Schiemond ·
's-Gravenland ·
Smeetsland ·
Spaanse Polder ·
Spangen ·
Sportdorp ·
Stadsdriehoek ·
Struisenburg ·
Tarwewijk ·
Terbregge ·
Tussenwater ·
Varenbuurt ·
Vondelingenplaat ·
Vreewijk ·
Waalhaven ·
Westpunt ·
Wielewaal ·
Witte Dorp ·
Zalmplaat ·
Zenobuurt ·
Zestienhoven ·
Zevenkamp ·
Zomerland ·
Zuidwijk